# Instituto Nacional de Estadística de Burundi
El Instituto Nacional de Estadística de Burundi (Institut National de la Statistique du Burundi, acrónimo INSBU), anteriormente conocido como ISTEEBU, es el servicio oficial de estadística de Burundi . Se estrenó originalmente el 23 de febrero de 1990. El Decreto N° 100/59, de 18 mars 2008 adoptado por el Presidente de la República revisa y completa las disposiciones de la ley estadística de 2007  sobre el estatuto del antiguo ISTEEBU, establecimiento administrativo público con personalidad jurídica y autonomía financiera, y coloca bajo la supervisión técnica del Ministerio responsable de las estadísticas y la supervisión financiera del Ministerio responsable de las finanzas.
El INSBU es uno de los componentes del sistema estadístico nacional de Burundi, que según la ley estadística de 2007, también incluye: el Consejo Nacional de Información Estadística, los servicios responsables del desarrollo de datos estadísticos ubicados dentro de los departamentos ministeriales y organismos públicos y semipúblicas, y las escuelas e instituciones nacionales de formación en estadística y demografía.

## Misión
En virtud de la ley estadística de 2007 y el decreto de 2008, el INSBU garantiza la coordinación técnica de las actividades del sistema estadístico nacional y lleva a cabo las actividades de producción y difusión de datos estadísticos para las necesidades del gobierno, las administraciones públicas y el sector privado, de acuerdo con las siguientes directrices:
- proporcionar apoyo permanente a la secretaría técnica del Consejo Nacional de Información Estadística (CNIS) [2] así como a la secretaría del Comité Técnico de Información Estadística (CTIS) y sus posibles comités sectoriales;[3]
- coordinar las actividades del Comité Técnico de Información Estadística;
- llevar a cabo trabajos estadísticos a escala nacional, como censos y encuestas;
- Recoger, procesar, analizar y difundir los datos estadísticos necesarios para el desarrollo, seguimiento y evaluación de estrategias de desarrollo en todos los ámbitos de la vida de la nación;
- asegurar la aplicación de métodos, conceptos, definiciones, normas, clasificaciones y nomenclaturas aprobadas por el Comité Nacional de Información Estadística ;
- promover el desarrollo de la investigación aplicada en áreas de su competencia, así como la formación de personal especializado para el funcionamiento del sistema estadístico nacional.

Bajo la supervisión del ministerio, el INSBU es responsable de monitorear la cooperación técnica internacional en materia estadística.

## Organización
El INSBU es administrado por un Directorio de siete miembros presidido por un representante de la autoridad de control y dirigido por una Dirección General.

### Consejo de Administración
El Consejo Directivo tiene las más amplias facultades para administrar el Instituto, definir y orientar su política general y evaluar su gestión dentro de los límites que marca su objeto social. Como tal:
- fija los objetivos y aprueba el programa de actuación anual del Instituto ;
- controla y evalúa el funcionamiento y gestión del Instituto.

### Dirección General
El director general es nombrado por decreto presidencial a propuesta de la autoridad ministerial de control. Está asistido por los directores de departamento. Es responsable de implementar las decisiones del Consejo Directivo y de la gestión diaria del Instituto. 
El director general vela por el buen funcionamiento del Comité Técnico de Información Estadística y de las secretarías de los comités sectoriales. 
El director general podrá delegar parte de sus poderes en algunos de sus colegas que le informarán, en su caso, sobre el uso de dichas delegaciones.
La Dirección General del Instituto se subdivide en tres departamentos: administrativo y financiero; de estudios y estadística económicas y financieras; y de estudios y estadísticas demográficas y sociales. Cada departamento está organizado en tantos servicios como sea necesario.

### Dirección
Instituto de Estadística y Estudios Económicos de Burundi (ISTEEBU) P. O. Box 1156 Bujumbura Burundi
Teléfono: (257) 22 22 67/29; Fax: (257) 22 22 26 35 ; Móvil: (257) 79 956 548

## Historia
En 1948, un primer decreto autorizó al gobierno a realizar investigaciones estadísticas en la colonia. La independencia fue declarada en julio de 1962. Un decreto de 1964 creó el Instituto Rundi de Estadística (IRUSTAT) transformado en 1968 en una Dirección de Estadística dependiente del entonces Ministerio de Planificación. Poco después se crean varios servicios de estadística sectoriales en los departamentos ministeriales. En 1980, por decreto, la Dirección de Estadística pasó a ser el Servicio Nacional de Estudios y Estadística. Diez años después, en 1990, el Servicio Nacional pasó a ser el actual ISTEEBU cuyo estatus fue mejorado en 2008 y transformado en INSBU.